# Zita Martel
Vaimasenuʻu Zita Sefo-Martel (* 15. Juli 1961, Samoa) ist eine samoanische Frauenrechtsaktivistin, fautasi-Skipper, und Bogenschützin, die bei den Pazifikspielen für Samoa angetreten war. Sie ist zudem Honorarkonsul von Frankreich.

## Leben
Martel erhielt ihre Bildung an der University of Canterbury, wo sie auch ruderte.

### Sport
2000 suchte ihre lokale Kirche einen Skipper für deren Langboot, ein fautasi. Anfangs lehnte sie die Anfrage ab, ließ sich letztlich jedoch überreden. Als Skipper für ihre Kirche war sie die erste Frau als Kapitänin in den fautasi-Rennen 2001. Ihr Boot gewann das Rennen zu den Feierlichkeiten Samoas zur 50-jährigen Unabhängigkeit 2012. 2020 gewann sie mit ihrer Crew das Rennen Faleula–Apia–Fautasi–Rennen.
Sie trat für Samoa bei den Südpazifikspielen 2007 in Apia an, wo sie zusammen mit dem damaligen Premierminister Sailele Tuilaʻepa Malielegaoi und mit Eddie Chan Pao am Mixed Recurve Matchplay-Wettbewerb teilnahm und ebenfalls am individuellen Wettbewerb. Bei den Pazifikspielen 2011 in Nouméa gewann sie Gold im Compound matchplay und Bronze im Compound Individual.

### Aktivismus
Martel spricht sich gegen häusliche Gewalt in Samoa aus.

## Ehrungen
2013 wurde Martel der Rang eines Offiziers im französischen Ordre national du Mérite verliehen.